# ام تیمان
ام تیمان یک منطقهٔ مسکونی در چاد است که در Salamat Region واقع شده‌است.

## خصوصیات
ام تیمان ۳۸٬۲۶۱ نفر جمعیت دارد و ۴۰۷ متر بالاتر از سطح دریا واقع شده‌است.